# Gefängnis «La Stampa»
Das Gefängnis «La Stampa» (italienisch Penitenziario cantonale «La Stampa») ist eine Justizvollzugsanstalt im Schweizer Kanton Tessin.
Das Gefängnis wurde am 8. August 1968 eröffnet, hat 140 Einzelzellen und befindet sich auf dem Gebiet der Gemeinde Lugano.